# Íngrid Betancourt
Íngrid Betancourt Pulecio (Bogota, 25 december 1961) is een Frans-Colombiaans politica. Ze was lid van de Colombiaanse Senaat van 1998 tot 2002, toen ze werd ontvoerd door leden van de guerrillabeweging FARC. Na zes jaar kwam ze bij een verrassende reddingsactie weer vrij.

## Persoonlijk
Betancourt is de tweede dochter van minister Gabriel Betancourt (1919–2002) en de afgevaardigde Yolanda Pulecio. Ze groeide op in Parijs, waar haar vader destijds de Colombiaanse regering vertegenwoordigde bij de UNESCO. Ook studeerde ze aan de Universiteit van Oxford. In 1981 trouwde ze met de Franse diplomaat Fabrice Delloye, met wie ze twee kinderen kreeg: Mélanie (1985) en Lorenzo (1988). Na haar echtscheiding in 1990 trouwde Betancourt in 1996 met Juan-Carlos Lecompte, een Colombiaans architect en medeoprichter van de Partido Verde Oxígeno. 

## Politieke loopbaan
Betancourt werd in 1994 gekozen in de Colombiaanse Kamer van Afgevaardigden en in 1998 in de Senaat. In 2002 was ze presidentskandidaat namens de Partido Verde Oxigeno, waarvan ze een van de oprichters was. Ze was actief bij Global Greens die ze in 2001 tijdens de eerste Global Green Conference in Canberra toesprak. In 2002 en opnieuw in 2022 was ze kandidaat voor het presidentschap. In 2002 eindigde haar campagne door de ontvoering; in 2022 trok ze zich terug omdat ze in peilingen nog geen procent van het electoraat wist te trekken.

## Ontvoering

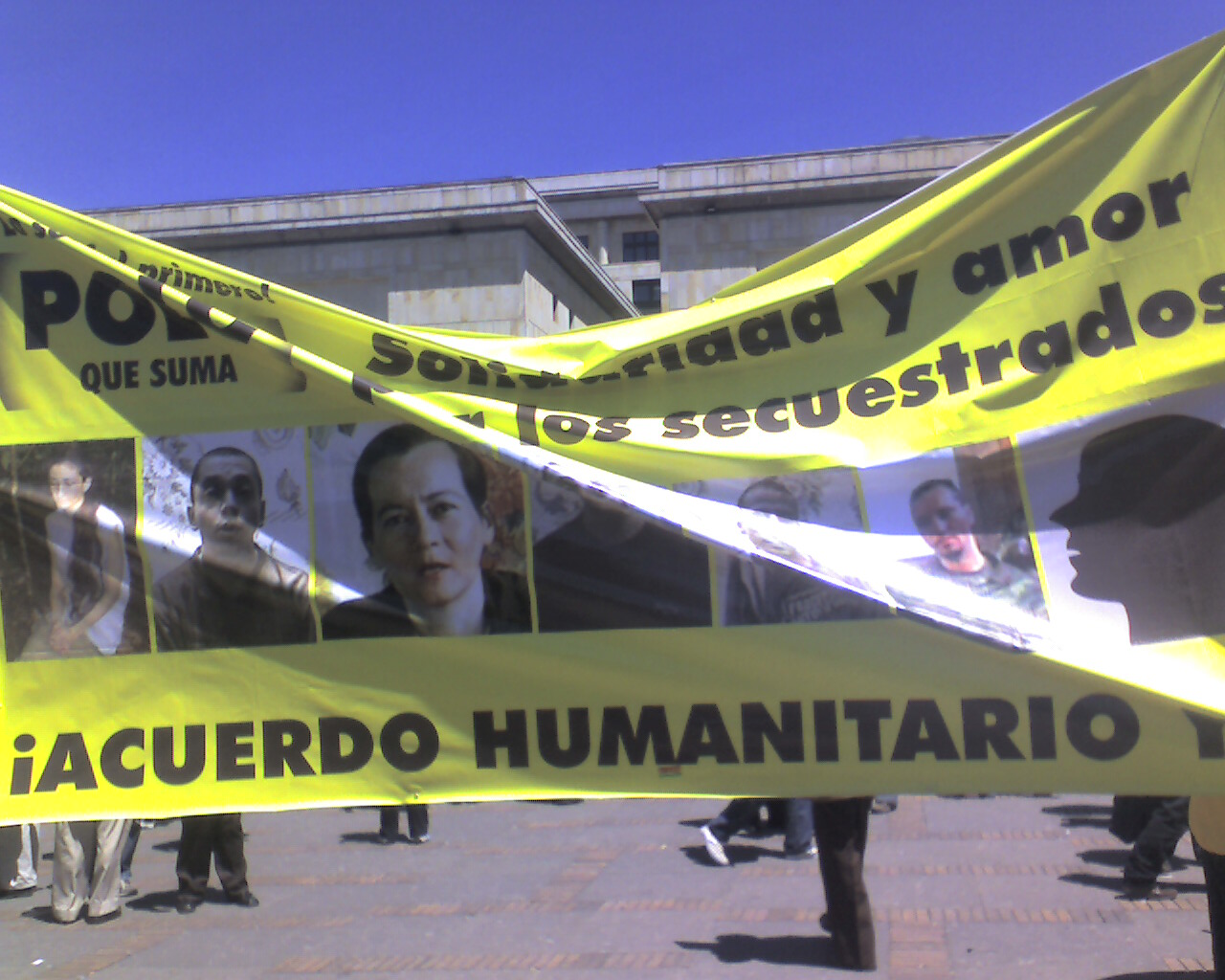
Demonstratie in Bogotá in 2008 voor de vrijlating van Betancourt en haar medegegijzelden

Betancourt was lid van de Colombiaanse senaat. In 
2002 stelde ze zich kandidaat voor de presidentsverkiezingen van 2002. In haar campagne besloot zij de dialoog met de belangrijkste Colombiaanse guerrillagroepering, de communistische FARC, te zoeken. Een week nadat zij in een gesprek met vertegenwoordigers van de FARC had opgeroepen de ontvoeringen door de FARC te staken, werd zij zelf ontvoerd.
Zij werd op 23 februari 2002 samen met haar campagneleidster Clara Rojas ontvoerd bij een checkpoint van de FARC. Rojas besloot om bij Betancourt te blijven; zij had de kans terug te keren naar haar familie maar deed dit niet. Toen ze in 2008 werd vrijgelaten zei ze dat ze al drie jaar niets meer van Betancourt had vernomen.
In maart 2004 reikte prinses Máxima de Geuzenpenning aan Betancourt uit. Haar moeder nam deze voor haar in ontvangst.
In 2007 werd bekend dat Betancourt al vijf keer had geprobeerd te ontsnappen. Op 28 april 2007 werd zij voor het laatst gezien door een mede-gegijzelde die kort daarna wel ontsnapte.
Later dat jaar, op 29 november, doken er video's op waarop zij samen met drie Amerikanen, de Colombiaanse senator Eladio Perez, en andere politici en militairen - ook allen gegijzeld - was te zien. De video was door de Colombiaanse politie afgenomen van FARC-arrestanten. De dag daarna werd ook een op de FARC buitgemaakte brief van haar vrijgegeven. Daarin schreef ze onder meer dat ze er niet goed aan toe was.

### Bevrijding
Op 2 juli 2008 bevrijdde het Colombiaanse leger Betancourt, drie Amerikaanse gijzelaars en elf Colombiaanse militairen in het district Guaviare. Het leger was al een jaar geïnfiltreerd in de FARC-eenheid die Betancourt gevangen hield. Ze maakten de lokale commandant wijs dat de gijzelaars per helikopter naar een andere locatie verplaatst zouden worden. Deze helikopter was echter bemand door het Colombiaanse leger en eenmaal in de lucht werden de bewakers van de gijzelaars overmeesterd.

### Eis om schadevergoeding aan autoriteiten
In juni 2010 kwam Betancourt met een eis aan de Colombiaanse regering om een schadevergoeding van 12,5 miljard peso's (circa 5 miljoen euro) voor de inkomens- en psychische schade die de ontvoering haar en haar familie zou hebben gekost. De Colombiaanse autoriteiten toonden zich verbaasd over deze stap. Toen ook in de publieke opinie in het land veel verontwaardiging weerklonk, maakte Betancourts advocaat Gabriel Devis bekend dat er zou worden gezocht naar een niet-juridisch vergelijk in de opgeroepen compensatiekwestie.
- Bibsys: 8016660
- Biblioteca Nacional de Chile: 000694430
- Biblioteca Nacional de España: XX4757412
- Bibliothèque nationale de France: cb136110420 (data)
- CiNii: DA13768891
- Gemeinsame Normdatei: 12360589X
- International Standard Name Identifier: 0000 0001 2136 6907
- Library of Congress Control Number: n2001036283
- Bibliotheek van het Japanse parlement: 00922227
- Nationale Bibliotheek van Tsjechië: xx0128253
- Nationale Bibliotheek van Israël: 987007287782005171
- Nationale Bibliotheek van Polen: a0000002539831
- Nederlandse Thesaurus van Auteursnamen: 234808543
- Réseau des bibliothèques de Suisse occidentale: 02-A006350673
- Istituto Centrale per il Catalogo Unico: TO0V421945
- LIBRIS: 342030
- Système universitaire de documentation: 055816827
- Virtual International Authority File: 64180232
- WorldCat: E39PBJjMBk9RfjTmBfCbWMV9jC